# Перфорація свердловин

Рис. 1. Види перфорації обсадних колон.

Перфорація свердловин (рос. перфорация скважин, англ. well perforation; нім. Durchschiessung f der Erdölbohrlöcher) — пробивання отворів у стінках бурової свердловини напроти заданої ділянки продуктивного пласта з метою посилення припливу води, нафти, газу у видобувну свердловину чи пласт.
Основна мета перфорації — отримати продуктивність свердловини, близьку до продуктивності гідродинамічно досконалої свердловини за дотримання технічних умов роботи привибійної зони.

## Загальний опис
За принципом дії технічних засобів і технологій усі методи перфорації розділяють на вибухові, гідродинамічні, механічні та хімічні.
Для перфорації застосовують вибухові речовини, рідше — потік рідини з абразивними матеріалами. Найбільш часто використовується кумулятивна П.с.
Якість перфорації свердловин — один з найважливіших чинників, що визначають ефективність експлуатації свердловин. Вважається, що повна перфорація газоносного інтервалу завжди призводить до збільшення дебіту свердловини.
Розміри перфораційних отворів залежать від конструкції перфоратора, гідростатичного тиску, температури і густини середовища, товщини шару рідини між перфоратором і стінкою свердловини, твердості металу і цементного каменю тощо. Зі збільшенням пористості і проникності породи глибина перфораційного каналу збільшується, а зі збільшенням міцності породи — зменшується.
При даних розмірах перфораційних отворів дебіт свердловини залежить від їх числа, а при розрахунках також від правильності визначення коефіцієнтів недосконалості.
Безкорпусні перфоратори неможливо використовувати у свердловинах із горизонтальним стовбуром (закінченням).

## Окремі види перфорації
За принципом дії технічних засобів та технологій, що застосовуються для перфорації свердловин, усі методи можна розділити на:
1. Вибухові.
2. Гідродинамічні.
3. Механічні.
4. Хімічні.
- 1. До вибухових методів відносяться кульова, торпедна та кумулятивна перфорація (рис. 2).

Кульова перфорація здійснюється так званим кульовим перфоратором, в якому є камори з вибуховою речовиною, детонатором та кулею діаметром 12,5 мм. Внаслідок практично миттєвого згоряння заряду тиск на кулю досягає 2 тис. МПа; під впливом цього тиску куля пробиває обсадну колону, цементний камінь і може впроваджуватися в породу, утворюючи перфораційний канал довжиною до 150 мм, діаметр якого дорівнює 12 мм. В кульових перфораторах інших конструкцій, тиск під час вибуху значно нижчий від 2 тис. МПа і становить 0,6-0,8 МПа, але час його дії на кулю довший, що підвищує початкову швидкість вильоту кулі та її пробивну здатність. Довжина перфораційних каналів досягає 350 мм. Існують кульові перфоратори з горизонтальними та вертикальними стволами.
Торпедна перфорація здійснюється розривними снарядами діаметром 32 або 22 мм. Після пострілу при попаданні снаряда в гірську породу відбувається вибух внутрішнього заряду снаряда та додатковий вплив на гірську породу у вигляді утворення системи тріщин. Довжина перфораційних каналів при торпедній перфорації сягає 160 мм. Торпедна перфорація здійснюється апаратами з горизонтальними стволами.
Кумулятивна перфорація здійснюється за рахунок фокусування продуктів вибуху заряду спеціальної форми, як правило, конічної (рис. 1-2). Заряд конічної форми облицьований тонким мідним листовим покриттям. При підриві заряду мідне облицювання заряду розплавляється, змішується з газами і у вигляді газометалевого фокусованого струменя прорізає канал у колоні, цементному камені та гірській породі. Тиск у струмені сягає 0,3 млн. МПа, а швидкість струменя — 8 км/с. Утворюється перфораційний канал довжиною до 350 мм і діаметром до 14 мм. Кумулятивні перфоратори діляться на корпусні та безкорпусні (стрічкові); снаряди в них розміщуються завжди горизонтально.

Рис. 2. Будова кумулятивного заряду
1 — скляний корпус; 2 — основний заряд (шашка); 3 — додатковий детонатор; 4 — детонувальний шнур; 5 — кумулятивна виїмка, обкладена мідним шаром; 6 — скляна кришка.

Рис. 3. Схема утворення грушоподібної каверни в породі при гідропіскоструминній перфорації: 1 — обсадна колона; 2 — цементний камінь; 3 — гірська порода; 4 — круглий отвір; 5 — грушоподібна каверна

Нині кумулятивна перфорація є найпоширенішою, так-як дозволяє в широкому діапазоні регулювати характеристики зарядів, підбираючи найкращі для кожного конкретного продуктивного горизонту.
Проте, усім вибуховим методам притаманні певні недоліки, деякі з яких є дуже суттєвими. Так як при вибуху створюється високий тиск і виникає ударна хвиля, в обсадній колоні і особливо в цементному камені виникають порушення, пов'язані з тріщиноутворенням, порушенням зв'язку цементного каменю з гірськими породами і обсадною колоною та втрата герметичності заколонного простору. У процесі експлуатації свердловини це призводить до заколонних перетоків.
Перфораційні канали, утворювані при вибухових методах, мають ущільнені стінки, а самі канали засмічені як продуктами вибуху, так і різними руйнівними деталями (герметизуюча гума, фрагменти стрічки стрічкових перфораторів тощо). При успішній кульовій перфорації в кінці перфораційного каналу знаходиться куля, що знижує ефективність фільтрації флюїду. При невдалій кульовій перфорації кулі застряють у колоні чи цементному камені. У будь-якому випадку при вибухових методах перфорації на внутрішній поверхні обсадної колони утворюються задири, що ускладнюють або унеможливлюють проведення дослідницьких робіт у свердловині вимірювальними приладами.
- 2. Серед можливих гідродинамічних методів вторинного розкриття найефективнішою на сьогодні є гідропіскоструминна перфорація.

Гідропіскоструминна перфорація (ГПП) відноситься не тільки до методів вторинного розкриття, але і до ефективних методів штучного впливу на привибійні зони свердловин з метою управління продуктивністю або приймальністю. Основою гідропіскоструминної перфорації є використання кінетичної енергії рідинно-піщаних струменів, що формуються в насадках спеціального апарата  гідропіскоструминного перфоратора. Високошвидкісні (до 100 м/с) рідинно-піщані струмені мають абразивну дію, що дозволяє спрямовано та ефективно діяти на обсадну колону, цементний камінь і гірські породи, створюючи в них канали різної орієнтації. Гідропіскоструминний перфоратор закріплюється на нижньому кінці колони НКТ і спускається у свердловину на задану глибину. На поверхні використовується спеціальне обладнання: гирлова арматура, насосні та піскозмішувальні агрегати тощо. Рідинно-піщана суміш закачується в НКТ насосним агрегатом під високим тиском.
При фіксованому положенні гідропіскоструминного перфоратора у свердловині в обсадній колоні і цементному камені утворюються великі отвори, а в породі — грушоподібні каверни, форма яких показана на рисунку 3. Форма та розміри каверни залежать не тільки від міцності гірської породи, але і від швидкості рідинно-піщаних струменів; вмісту в рідині піску, його кількості і розмірів піщинок; тривалості впливу та фільтрації рідини. На початку каверна формується досить ефективно; у міру розширення каверни швидкість активного струменя в каверні знижується, а зворотний потік рідини гальмує активний струмінь і різко знижує ефективність формування каверни. Як правило, каверна заповнена піском.
- 3. Механічний метод перфорації є порівняно новим і здійснюється перфоратором свердлильної дії, який являє собою, по суті, електричний дриль. Конструктивно цей перфоратор включає корпус і електромотор. Свердло розташоване в корпусі горизонтально. У зв'язку з цим вихід свердла визначається розмірами корпусу, що у ряді випадків є недостатнім.

При цьому методі вторинне розкриття здійснюється свердлінням отворів діаметром 1416 мм; при свердлінні обсадної колони тиск на цементний камінь малий, і він не пошкоджується. При відповідному виході свердла просвердлюється не тільки обсадна колона і цементний камінь, але й частина гірської породи. Поверхня такого каналу гладенька, а гірська порода не ущільнена. Відсутні задирки і на внутрішній поверхні обсадної колони.
Як показало промислове використання свердлильних перфораторів, вони не пошкоджують цементного каменю, не порушують герметичності заколонного простору, дозволяють ефективно розкривати продуктивні горизонти поблизу водонафтового потоку, уникаючи передчасного обводнення свердловин, яке неминуче при вибухових методах. Недоліком свердлильного перфоратора є обмежений вихід свердла. Це не завжди забезпечує ефективне розкриття, особливо при ексцентричному розташуванні обсадної колони в цементному камені, що характерно для похило-скерованих свердловин.
- 4. До хімічних методів перфорації можна віднести такі, при яких вторинне розкриття відбувається за рахунок хімічної реакції, наприклад, металу з кислотою.

При хімічному методі ділянка обсадної колони довжиною рівною товщині продуктивного горизонту або необхідному інтервалу розкриття, просвердлюється відповідно до обраної щільності перфорації перед спуском у свердловину. Зроблені в ній отвори закривають, наприклад, магнієвими пробками, довжина яких дорівнює сумі товщин обсадної колони і цементного кільця. Потім обсадну колону спускають у свердловину і цементують. Після схоплювання цементного розчину у свердловину закачують розрахункову кількість розчину соляної кислоти, яку продавлюють до інтервалу перфорації. Взаємодія солянокислотного розчину з магнієвими пробками призводить до їх розчинення; при цьому розкриваються просвердлені в обсадній колоні отвори та утворюються отвори в цементному камені. В результаті цього створюється добрий гідродинамічний зв'язок привибійної зони з порожниною свердловини.
- 5. Гідроклинова перфорація. Конструкція перфоратора двосторонньої дії передбачає різальний вузол з двома елементами, що проколюють. У ріжучих (проколюючих) елементах спеціальної форми є канали для подачі рідини під тиском. Намив каверни відбувається протягом 10 хвилин одночасно в двох сформованих перфораційних каналах, що також впливає на час скорочення робіт з обробки простору за колоною свердловини.

## Область застосування перфораторів

Область застосування перфораторів різних типів залежить від їх технічних характеристик. Кульові і торпедні перфоратори можна застосовувати при температурі до 110 °С, тиску (50–80) МПа, а кумулятивні — при температурі (130—200) °С і тиску (60–120) МПа. Пробивна здатність стріляючих перфораторів залежить від міцності гірської породи, тиску середовища, густини і товщини шару між перфоратором і обсадною колоною. Пробивна здатність деяких видів перфорації наведена у таблиці 